# دبی گیبسون
 دبی گیبسون (انگلیسی: Debbie Gibson؛ زادهٔ ۳۱ اوت ۱۹۷۰) یک موسیقی‌دان اهل ایالات متحده آمریکا است. وی از سال ۱۹۸۶ میلادی تاکنون مشغول فعالیت بوده‌است.